# 黒江駅

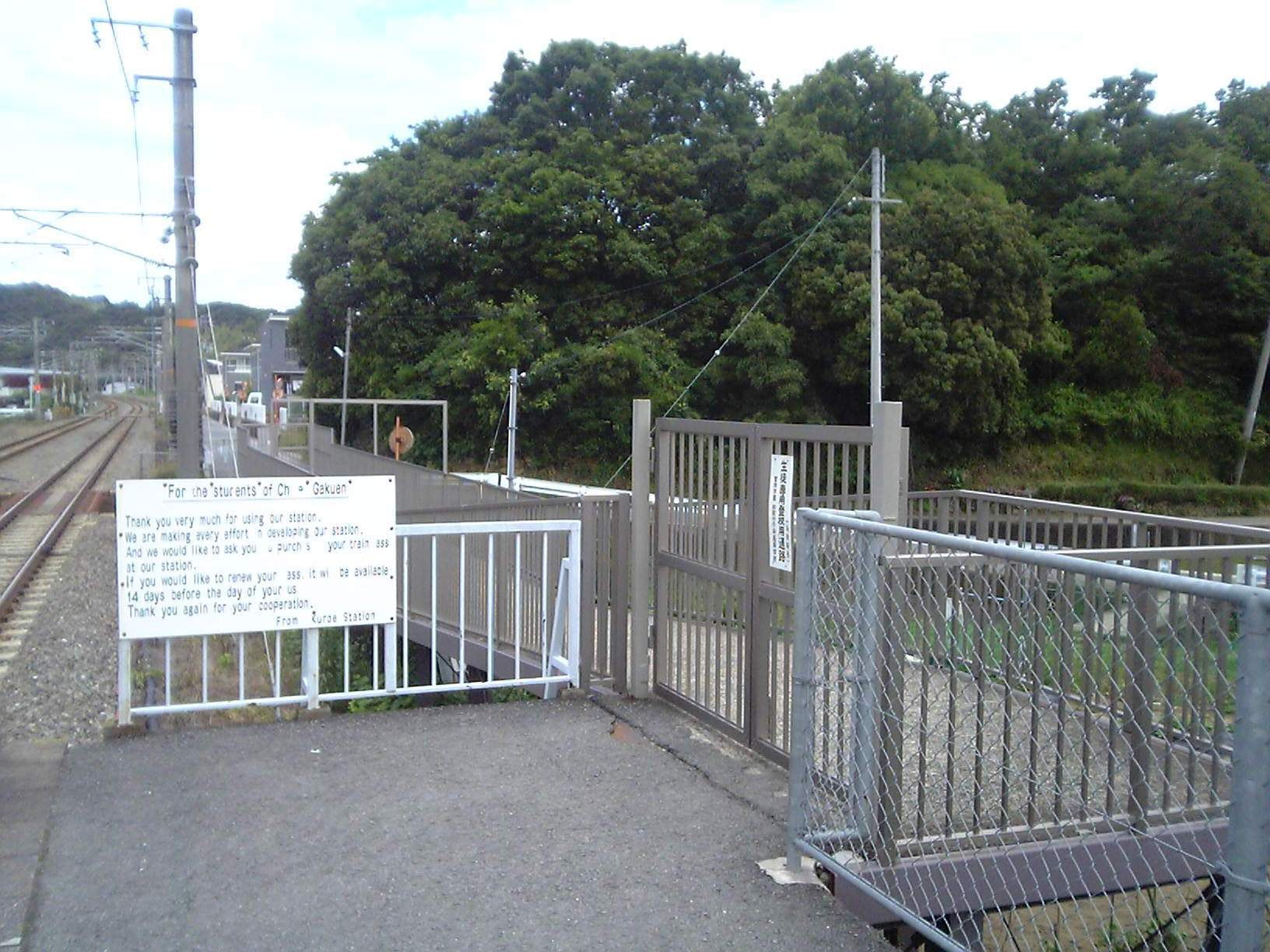
2番のりば（御坊方面）ホームの北側にある智辯学園生徒専用口（2010年6月）

黒江駅（くろええき）は、和歌山県海南市岡田横山にある、西日本旅客鉄道（JR西日本）紀勢本線（きのくに線）の駅である。

## 歴史
- 1966年（昭和41年）11月1日：国鉄紀勢本線の海南駅 - 紀三井寺駅間に開業[1][2]。建設費4000万円全額を地元が負担して設置された請願駅[2]。
- 1987年（昭和62年）4月1日：国鉄分割民営化により、西日本旅客鉄道（JR西日本）紀勢本線の駅となる[1]。
- 2003年（平成15年）3月15日：この日行われたダイヤ改正により、快速列車が停車するようになる。
- 2015年（平成27年）8月30日：ICカード「ICOCA」の利用が可能となる。
- 2021年（令和3年）
  - 3月12日：この日をもって窓口の営業を終了[3]。
  - 7月1日：駅業務がJR西日本メンテックからJR西日本交通サービスに移管。

## 駅構造
相対式ホーム2面2線を持つ地上駅で、分岐器や絶対信号機を持たないため、停留所に分類される。開業当初から橋上駅舎となっている。2番のりば（御坊方面）ホームの北側には智辯学園専用口がある。
和歌山駅が管理し、JR西日本交通サービスが駅業務を受託する業務委託駅。タッチパネル式自動券売機が1台設置されている。

### のりば
| のりば | 路線       | 行先               |
| ------ | ---------- | ------------------ |
| 1      | きのくに線 | 和歌山・天王寺方面 |
| 2      | きのくに線 | 御坊・新宮方面     |

- 上表の路線名は旅客案内上の名称（愛称）で表記している。

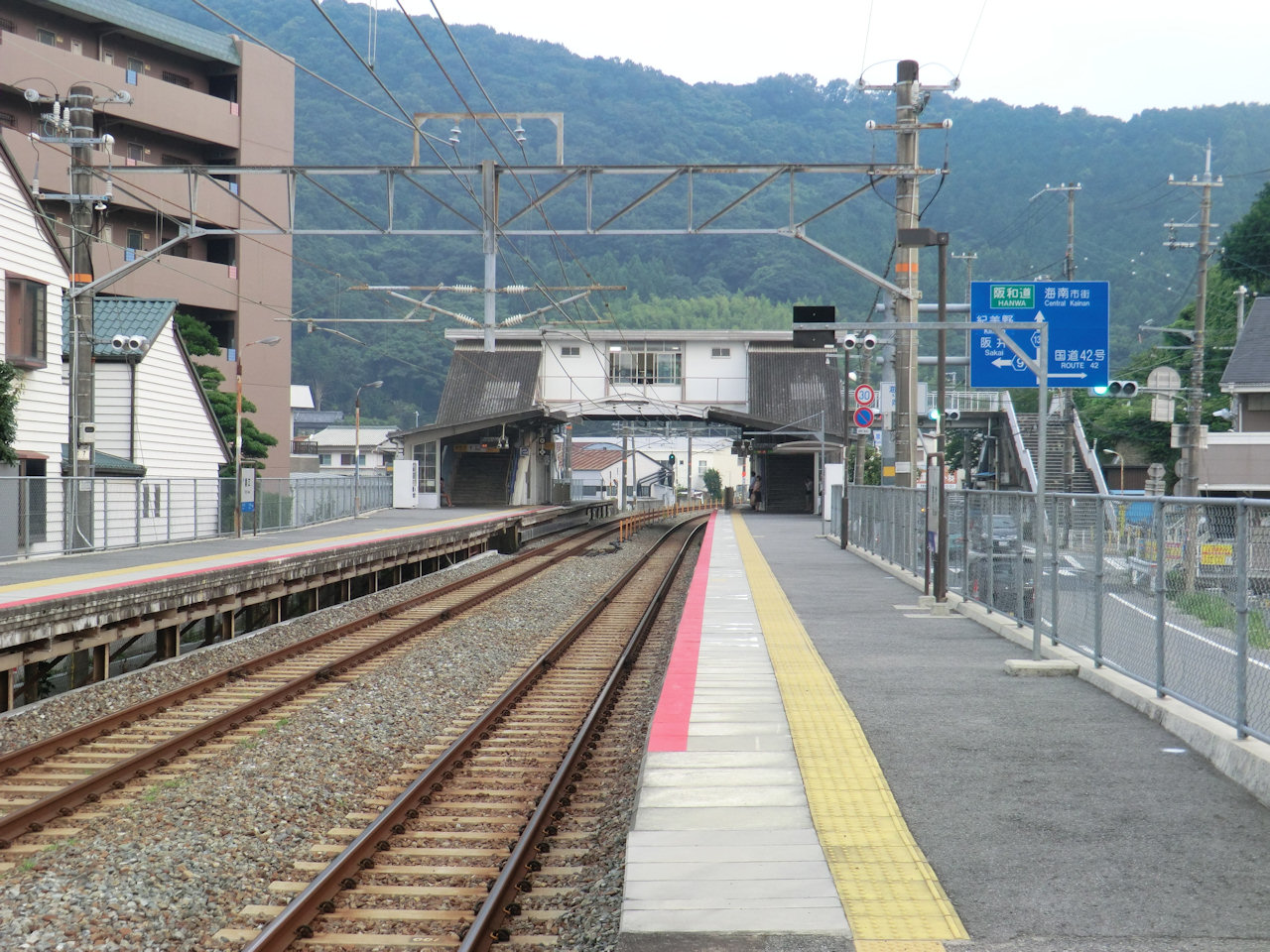
ホーム（2017年7月）

## 利用状況
2022年（令和4年）度の1日平均乗車人員は2,178人である。
近年の1日平均乗車人員の推移は以下の通りである。
| 年度   | 1日平均 乗車人数 |
| ------ | ---------------- |
| 1998年 | 2,407            |
| 1999年 | 2,378            |
| 2000年 | 2,385            |
| 2001年 | 2,308            |
| 2002年 | 2,337            |
| 2003年 | 2,404            |
| 2004年 | 2,463            |
| 2005年 | 2,557            |
| 2006年 | 2,589            |
| 2007年 | 2,598            |
| 2008年 | 2,632            |
| 2009年 | 2,591            |
| 2010年 | 2,616            |
| 2011年 | 2,628            |
| 2012年 | 2,598            |
| 2013年 | 2,763            |
| 2014年 | 2,549            |
| 2015年 | 2,642            |
| 2016年 | 2,617            |
| 2017年 | 2,563            |
| 2018年 | 2,557            |
| 2019年 | 2,527            |
| 2020年 | 2,227            |
| 2021年 | 2,151            |
| 2022年 | 2,178            |

## 駅周辺
- 智辯学園和歌山小学校・中学校・高等学校
- 日本郵便 海南室山郵便局
- 松坂王子跡
- きのくに信用金庫黒江駅前支店
- マツゲン 内原店
- 紀三井寺公園
  - 紀三井寺運動公園陸上競技場
  - 和歌山県営紀三井寺野球場

## 隣の駅
西日本旅客鉄道（JR西日本）
 きのくに線（紀勢本線）
■快速・■普通（普通列車は阪和線内で直通快速または紀州路快速となる列車を含む）
海南駅 - 黒江駅 - 紀三井寺駅